# SONIC FREE RIDERS ORIGINAL SOUNDTRACK/BREAK FREE
『SONIC FREE RIDERS ORIGINAL SOUNDTRACK/BREAK FREE』（ソニック・フリー・ライダーズ・オリジナル・サウンドトラック/ブレイク・フリー）は、2010年12月8日に発売された、Xbox 360用ゲームソフト「ソニック フリーライダーズ」(以降SFR)に使用されたサウンドトラック。

## 内容
- SFRに使用された様々なBGMが収録されている。
- 表題曲はメインテーマソング「Free」。Chris Madinが担当することとなった。
- Crush 40の瀬上純とJohnny Gioeliが「Free」の作詞と作曲を担当。このサウンドトラックは彼たちの｢Free｣のカヴァーも収録されている。

## 収録曲
1. Free - Main Theme of Sonic Free Riders
SFRメインテーマ
2. Start Up Your EX Gear! (Free Riders Version)
メニュースクリーンBGM。オリジナル曲は｢ソニック ライダーズ｣メニュースクリーンBGM。
3. Theme of Dolphin Resort
4. Theme of Rocky Ridge
5. Theme of Frozen Forest
6. Theme of Metropolis Speedway
7. Theme of Magma Rift
8. Theme of Forgotten Tomb
9. Theme of Final Factory
10. Theme of Metal City
11. Get Ready for the Big Event
12. Free (Crush 40 Version)
ボーナストラック

## ラインナップ
作曲
瀬上純 (Track 1 , 12)
澤田朋伯 (Track 2 , 3 , 5 , 8 , 10 , 11)
桜井浩司 (Track 4 , 6 , 7 , 9)
編曲
Richard Jacques (Track 1)
瀬上純 (Track 12)
Free (Track 1)
作詞：Johnny Gioeli
作曲：瀬上純
編曲：Richard Jacques
歌：Chris Madin
Free (Crush 40 Version) (Track 12)
作詞：Johnny Gioeli
作曲・編曲：瀬上純
歌：Crush 40
ヴォーカル：Johnny Gioeli
ギター：瀬上純
ベース：種子田健
ドラムス：河村徹
アディショナルアレンジ：Richard Jacques
アディショナルヴォーカル：Chris Madin